# UCI Asia Tour 2020
Die UCI Asia Tour 2020 war die 16. Austragung einer Serie von Straßenradrennen auf dem asiatischen Kontinent, die zwischen dem 2. November 2019 und dem 11. Oktober 2020 stattfand. Die UCI Asia Tour ist Teil der UCI Continental Circuits und liegt von ihrer Wertigkeit unterhalb der UCI ProSeries und der UCI WorldTour.
Die Rennserie umfasste 2 Eintages- und 9 Etappenrennen, die in die UCI-Kategorien eingeteilt wurden. Aufgrund der Corona-Pandemie mussten mehrere Rennen abgesagt werden.
Die Gesamtwertung für Fahrer, Teams und Nationen basierte nicht auf den Ergebnissen der UCI Asia Tour Rennen, sondern auf den Punkten der UCI-Weltrangliste. In die Wertung kommen jedoch nur je Fahrer und Teams, die für einen nationalen Verband fahren, der auf dem asiatischen Kontinent beheimatet ist. Folglich war es möglich die UCI Asia Tour zu gewinnen, ohne an einem ihrer Rennen teilgenommen zu haben. UCI WorldTeams waren von der Teamwertung ausgeschlossen, die sich aus den Ergebnissen der 10 besten Fahrer ergab. Für die Nationenwertung wurden die Ergebnisse der besten 8 Fahrer herangezogen.

## Rennen
Im Rahmen der UCI Asia Tour 2020 fanden 11 Rennen statt. Der Großteil der Events mussten aufgrund der COVID-19-Pandemie abgesagt werden. Die Tour de Langkawi war sowohl Bestandteil der UCI Asia Tour als auch der UCI ProSeries 2020.
| Datum                 | Land | Rennen                                                     | Klasse | Sieger            | Team                               |
| --------------------- | ---- | ---------------------------------------------------------- | ------ | ----------------- | ---------------------------------- |
| 02.–10. November 2019 | INA  | Tour de Singkarak                                          | 2.2    | Jesse Ewart       | Team Sapura Cycling                |
| 08.–10. November 2019 | CHN  | Tour of Quanzhou Bay                                       | 2.2    | Ryan Cavanagh     | St George Continental Cycling Team |
| 10. November 2019     | JPN  | Tour de Okinawa                                            | 1.2    | Nariyuki Masuda   | Utsunomiya Blitzen                 |
| 17.–23. November 2019 | CHN  | Tour of Fuzhou                                             | 2.1    | Artur Fedosseyev  | Shenzhen Xidesheng Cycling Team    |
| 18.–22. Dezember 2019 | MAS  | Tour de Selangor                                           | 2.2    | Marcus Culey      | Team Sapura Cycling                |
| 04.–06. Jänner 2020   | CAM  | Cambodia Bay Cycling Tour                                  | 2.2    | Ariya Phounsavath | Laos (Nationalteam)                |
| 04.–08. Februar 2020  | SAU  | Saudi Tour                                                 | 2.1    | Phil Bauhaus      | Bahrain-McLaren                    |
| 07.–14. Februar 2020  | MAS  | Tour de Langkawi                                           | 2. Pro | Danilo Celano     | Team Sapura Cycling                |
| 15. Februar 2020      | MAS  | Malaysian International Classic Race                       | 1.1    | Johan Le Bon      | B&B Hotels-Vital Concept p/b KTM   |
| 01.–05. März 2020     | TPE  | Tour de Taiwan                                             | 2.1    | Nicholas White    | Team BridgeLane                    |
| 06.–11. Oktober 2020  | THA  | The Princess Maha Chakri Sirindhorn's Cup Tour of Thailand | 2.1    | Nikodemus Holler  | Bike Aid                           |

## Gesamtwertung
| Platz | Fahrer                | Nation | Team                              | Punkte |
| ----- | --------------------- | ------ | --------------------------------- | ------ |
| 1.    | Alexey Lutsenko       | KAZ    | Astana Pro Team                   | 531    |
| 2.    | Yevgeniy Fedorov      | KAZ    | Vino-Astana Motors                | 221    |
| 3.    | Hideto Nakane         | JPN    | Nippo Delko Provence              | 147    |
| 4.    | Sarawut Sirironnachai | THA    | Thailand Continental Cycling Team | 146    |
| 5.    | Artur Fedosseyev      | KAZ    |                                   | 136    |

| Platz | Team                                    | Nation | Punkte |
| ----- | --------------------------------------- | ------ | ------ |
| 1.    | Team Sapura Cycling                     | MAS    | 1113   |
| 2.    | Terengganu Inc. TSG Cycling Team        | MAS    | 864    |
| 3.    | Vino-Astana Motors                      | KAZ    | 465    |
| 4.    | Thailand Continental Cycling Team       | THA    | 456    |
| 5.    | Ningxia Sports Lottery Continental Team | CHN    | 264    |

| Platz | Nation     | Punkte |
| ----- | ---------- | ------ |
| 1.    | Kasachstan | 1296   |
| 2.    | Thailand   | 530    |
| 3.    | Japan      | 434    |
| 4.    | Mongolei   | 351    |
| 5.    | Malaysia   | 262    |